# Niphona plagifera
Niphona plagifera là một loài bọ cánh cứng trong họ Cerambycidae.